# Maloobchod

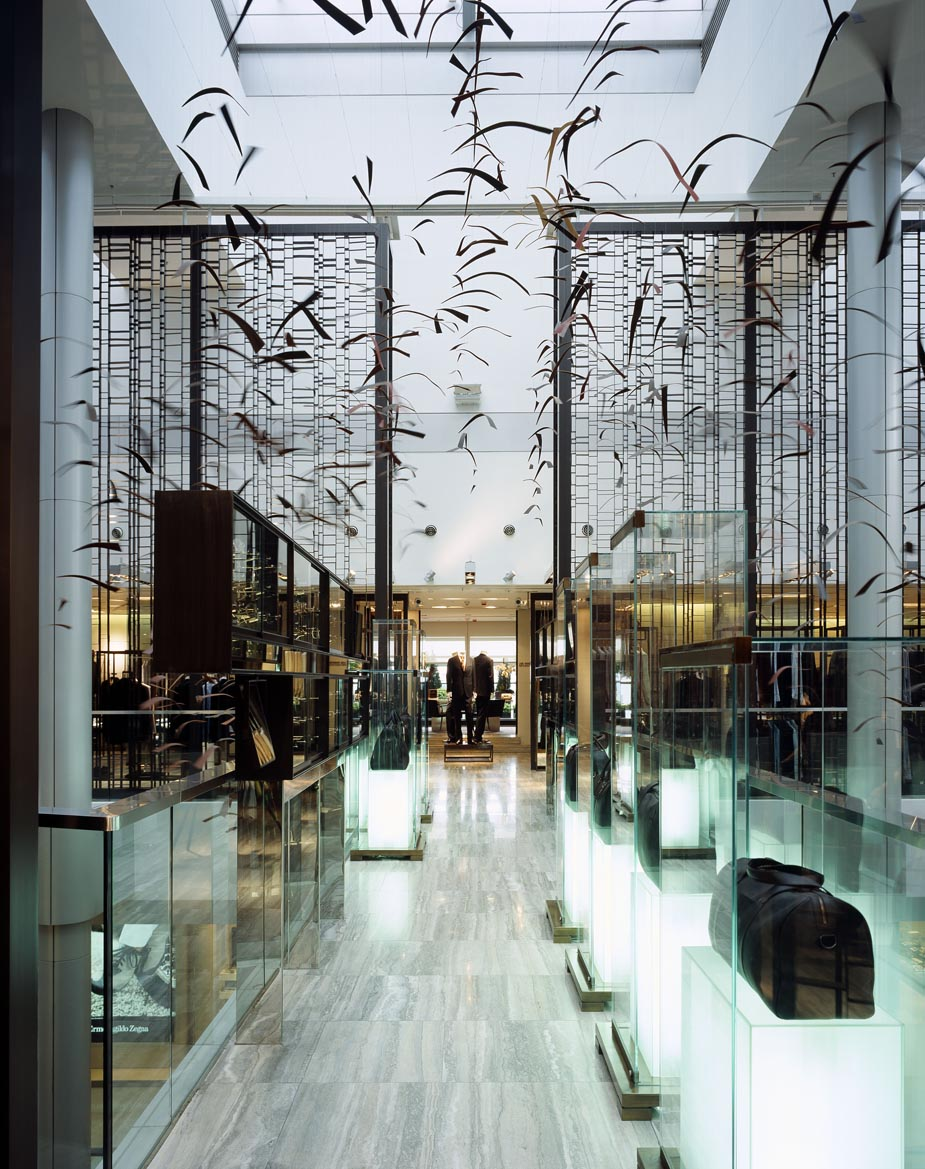
Prodejny luxusního zboží si zakládají na designu.

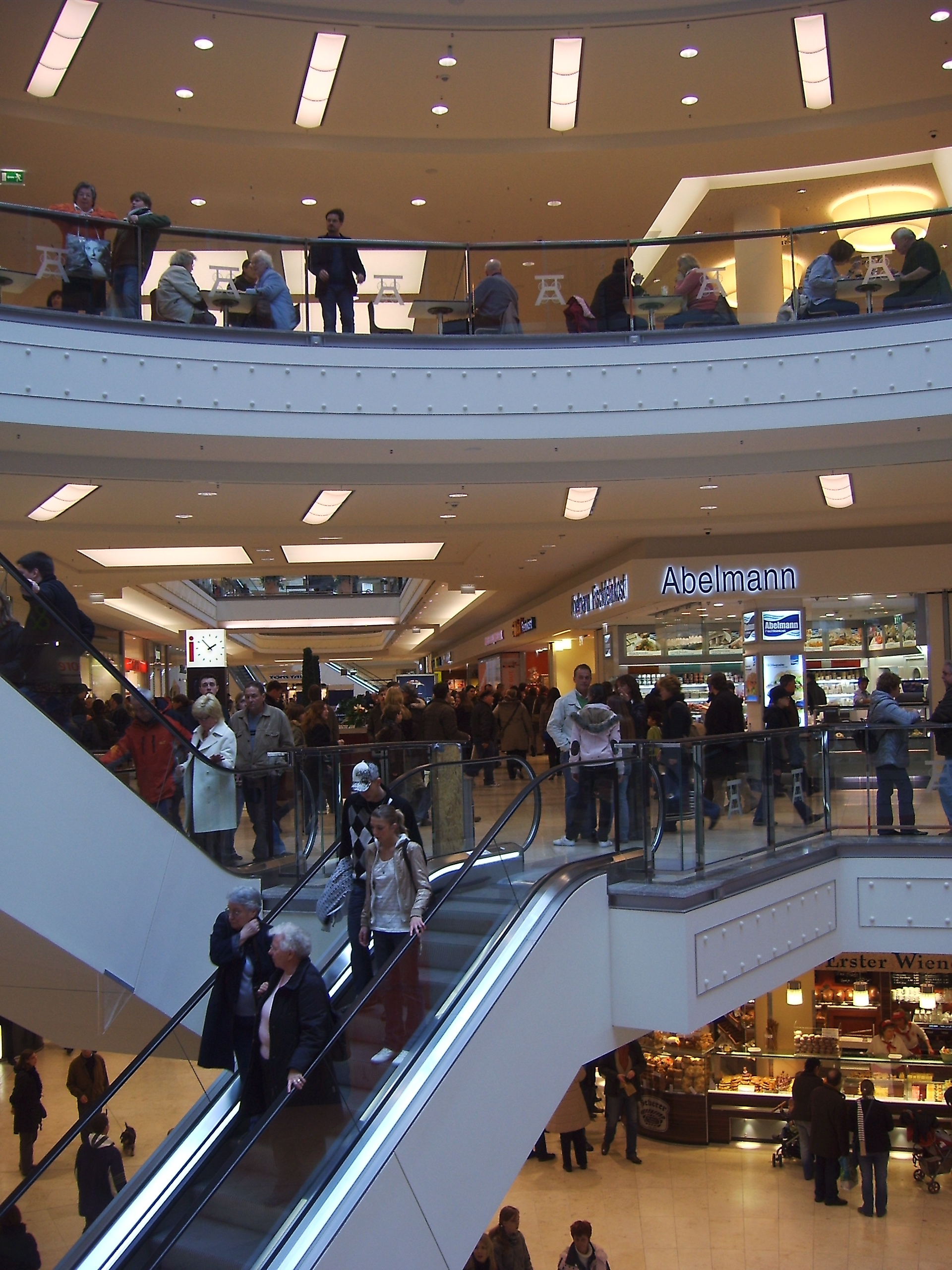
Nákupní centrum Limbecker Platz v Německu.

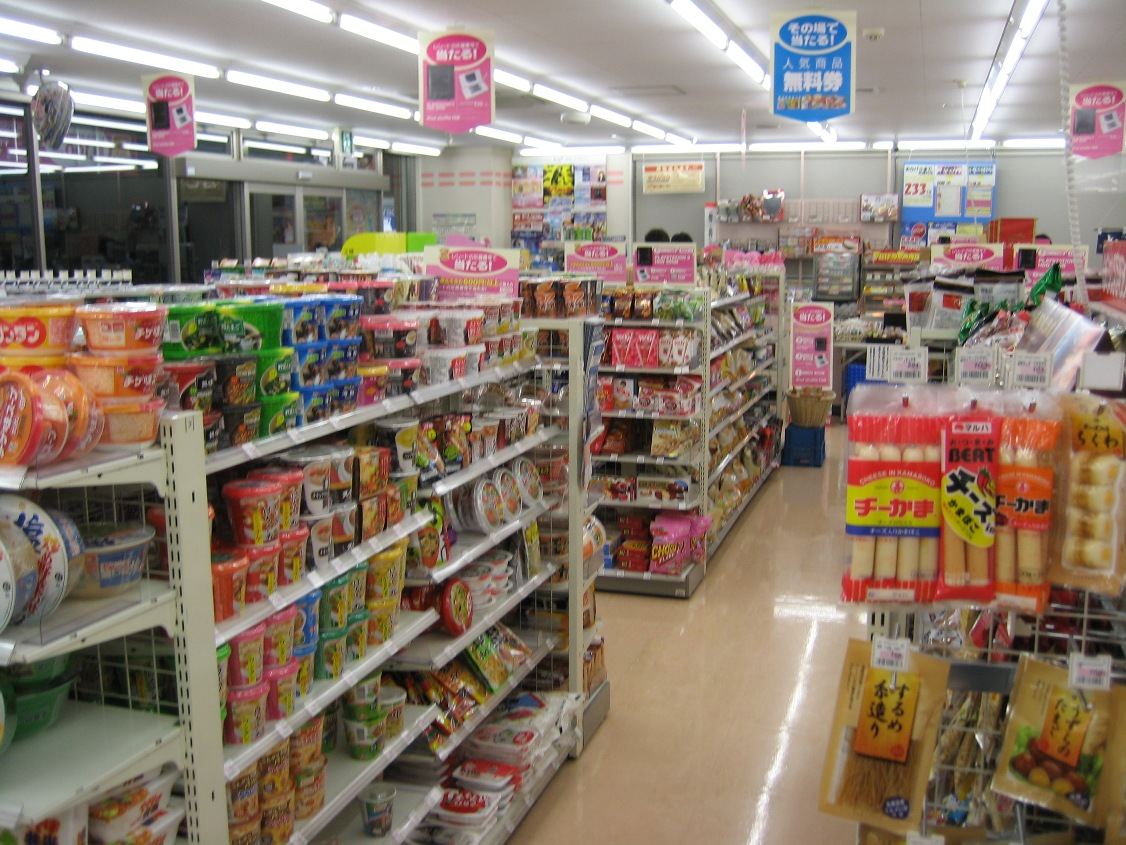
Kita-Minemachi, Tokio

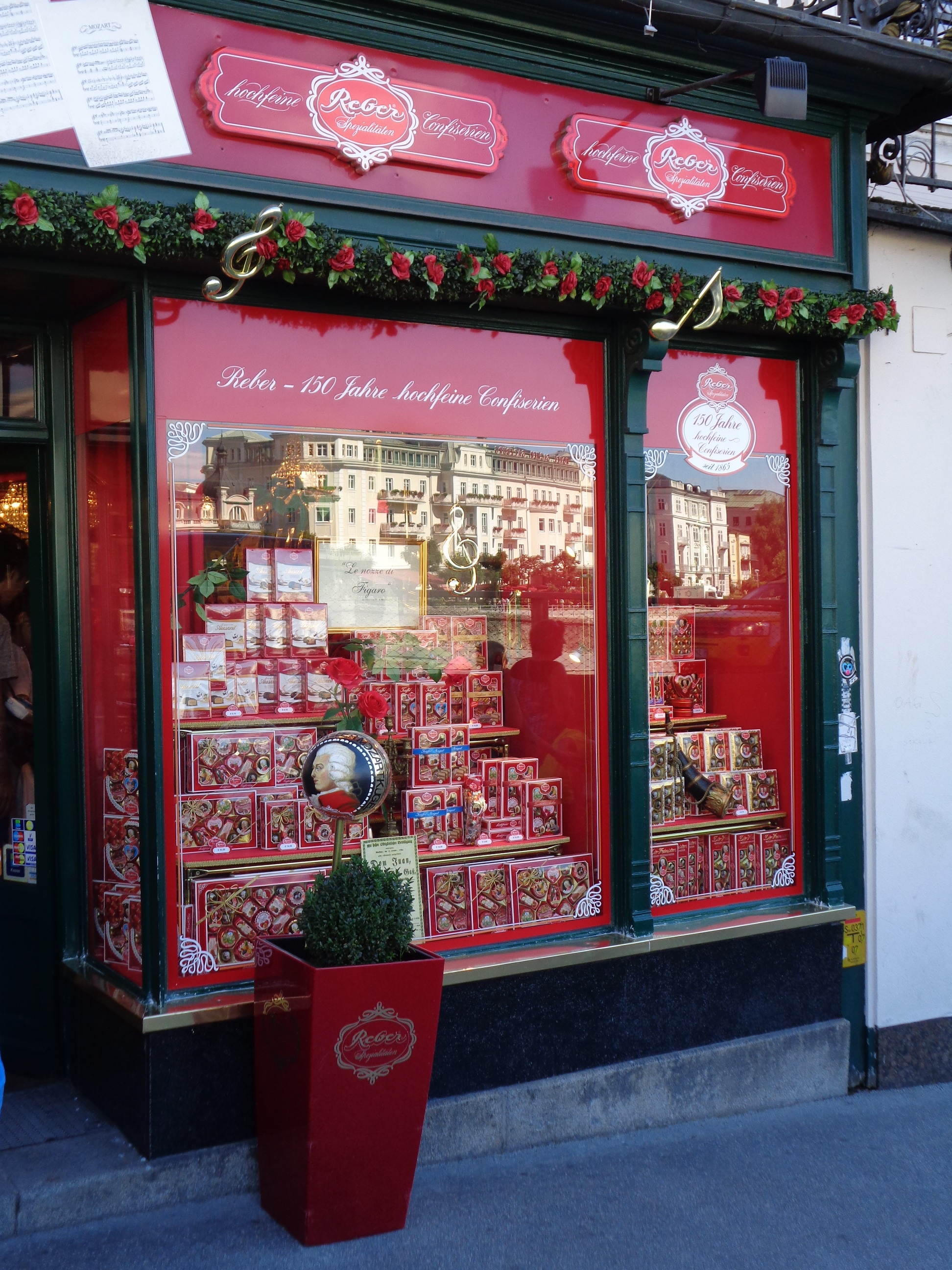
Mozartovy koule-shop, Salzburg

Maloobchod je způsob prodeje zpravidla menšího objemu zboží konečnému spotřebiteli – tedy obchod v malém měřítku. Protikladem maloobchodu je velkoobchod, který představuje prodej a distribuci zboží ve velkém měřítku, často právě do maloobchodní prodejní sítě.

## Historie
Za počátek maloobchodu lze považovat distribuci zboží prostřednictvím raných trhů, na kterých obchodníci odbývali své zboží řádově již před několika tisíci lety.

## Charakteristika maloobchodu
Prostředí maloobchodu se vyznačuje vysokým stupněm hospodářské konkurence (závislé na sortimentu) a významným tlakem na snižování spotřebitelských cen. Právě spotřebitelské ceny jsou v maloobchodu klíčovým nástrojem. Významnou roli však hrají i ostatní faktory, jako je:
- lokalizace prodejního místa,
- umístění a stav prodejní jednotky,
- charakter zboží,
- selekce zboží,
- způsob prezentace zboží,
- atraktivita a reputace prodejce

a mnoho dalších. Ty tvoří jakousi „přidanou hodnotu“, podle které se koneční zákazníci rozhodují, u koho budou nakupovat. V závislosti na daném oboru a sortimentu se nemusejí rozhodovat čistě podle ceny, ale i podle ostatních faktorů (luxusu, prestiže, značce, aktuální módy, různých bonusů, soutěží, předchozí pozitivní zkušenosti, atd.).

### Rozdíl od velkoobchodu
Maloobchod se od velkoobchodu liší i v osobě kupujícího, kterým je koncový zákazník s typickým „spotřebním chováním“, tj. rozhodováním dle různých kritérií, který výrobek si koupí. U většiny zboží neexistují smlouvy, ve kterých by se zákazník předem zavazoval odebírat stanovený počet zboží po určitou dobu, nebo na pravidelné bázi (jak to je běžné u velkoobchodu).
Stejně tak na rozdíl od velkoobchodu neexistuje žádný „dominantní zákazník“, podle kterého by dodavatel (výrobce) mohl odhadovat objem výroby pro pokrytí poptávky, potažmo optimalizaci zisku.

### Maloobchod a marketing
V současné době existuje řada nástrojů na podporu prodeje, jejímž studiem a aplikací se mj. zabývá vědní obor marketing.

## Odbytové formy maloobchodu
V rámci maloobchodu existuje řada nejrůznějších odbytových forem, jako je prodej v pultových prodejnách, samoobslužných prodejnách, supermarketech, hypermarketech, obchodních domech, outletech apod. Patří sem i tzv. podomní prodej, prodej prostřednictvím prodejních automatů, telefonu, internetu atd. Díky expanzi nových technologií, jako je internet, dochází k nárůstu tlaku na snižování spotřebitelských cen a urychlování distribuce zboží. To ovšem neplatí ve všech regionech a sortimentních skupinách.

## Maloobchod v ČR
V roce 2021 bylo 15 největších maloobchodních firem v Česku ovládáno subjekty z Nizozemí (podíl tržeb 42 %), Německa (19 %), Rakouska (17 %) a Česka (13 %).